# Fornells de la Selva
Fornells de la Selva ist eine katalanische Gemeinde in der Provinz Girona im Nordosten Spaniens. Sie gehört zur Comarca Gironès und liegt etwa 6 Kilometer nördlich der Provinzhauptstadt Girona.

## Sehenswürdigkeiten
- Pfarrkirche Sant Cugat aus dem 16. Jahrhundert

## Persönlichkeiten
- Enric Torra i Pòrtulas (1910–2003), Pianist, Komponist, Dirigent, Chorleiter und Musikpädagoge